# (60406) Albertosuci
(60406) Albertosuci est un astéroïde de la ceinture principale.

## Description
(60406) Albertosuci est un astéroïde de la ceinture principale. Il fut découvert le 3 février 2000 à San Marcello Pistoiese par Luciano Tesi et Andrea Boattini. Il présente une orbite caractérisée par un demi-grand axe de 2,26 UA, une excentricité de 0,14 et une inclinaison de 4,2° par rapport à l'écliptique.

## Compléments